# Diapherodes christopheri
Diapherodes christopheri är en insektsart som beskrevs av John Obadiah Westwood 1859. Diapherodes christopheri ingår i släktet Diapherodes och familjen Phasmatidae. Inga underarter finns listade i Catalogue of Life.